# Václav Sedláček (fotbalista)
Václav Sedláček (* 8. července 1952) je bývalý český fotbalista, záložník.

## Fotbalová kariéra
V československé lize hrál v sezóně 1979/80 za RH Cheb. Nastoupil v 1 ligovém utkání, gól nedal.

## Ligová bilance
| Ročník                                   | Zápasy | Góly | Minuty | Klub    |
| ---------------------------------------- | ------ | ---- | ------ | ------- |
| 1. československá fotbalová liga 1979/80 | 1      | 0    | 17     | RH Cheb |
| CELKEM 1. liga                           | 1      | 0    | 17     |         |